# リクサ・エルジュビェタ

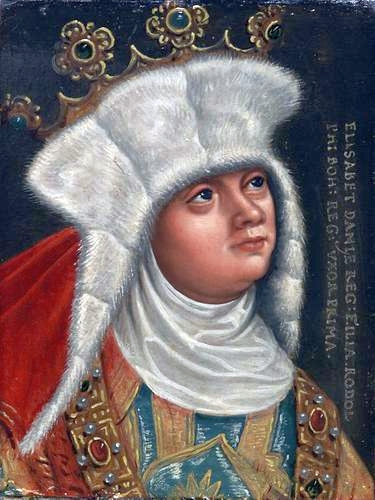
リクサ・エルジュビェタ（16世紀）

リクサ・エルジュビェタ（ポーランド語: Ryksa Elżbieta、1286年9月1日 - 1335年10月18日）は、ボヘミア王・ポーランド王ヴァーツラフ2世の2番目の妃、またその死後にボヘミア王位についたオーストリアのルドルフ3世（1世）の妃。チェコ語名はエリシュカ・レイチュカ（Eliška Rejčka）、ドイツ語名はエリーザベト・リヒツァ（Elisabeth Richza）。

## 生涯
ポーランド王プシェミスウ2世の一人娘で、母はスウェーデン王ヴァルデマール1世の三女リクサ。ヴィエルコポルスカ公であった父は1295年、2世紀ぶりにポーランド王として戴冠したが、翌1296年2月10日に男子のないまま暗殺された。幼いリクサはプシェミスウ2世の女子相続人・ポーランド王位請求権者として、ポーランド王位をめぐる争いにおいて重要な立場に置かれていた。リクサはまだ子供だった頃に、継母マウゴジャータの弟オットー（ブランデンブルク辺境伯アルブレヒト3世の長男）と婚約したが、結婚する前に死別している。
1300年、リクサのポーランド王位継承権を利用してポーランド獲得を目論む寡夫のボヘミア王ヴァーツラフ2世と結婚した。ヴァーツラフ2世はプシェミスウ2世が存命していた1291年に、クラクフの長子領を支配下に収めており、リクサを娶った1300年にポーランド王を兼ねることになった。ただし結婚の式典はリクサが成人するまでしばらく待たれた。結婚披露宴は1303年5月26日、リクサがプラハに到着してボヘミア王妃として戴冠すると同時に行われた。「レイチュカ（リクサ）」という名前がボヘミアでは一般的でなく、奇妙に思われたため、結婚式・戴冠式に際して名前を「エリシュカ（エルジュビェタ）」と改めた（本項では以後もリクサと表記）。1305年6月21日にヴァーツラフ2世が結核のため病没すると、未亡人となったリクサは同年8月から10月まで摂政を務めた。継子のヴァーツラフ3世が父の後を継いだが、翌1306年にオロモウツで暗殺された。これにより、ポーランド君主の座はクヤヴィ公ヴワディスワフ1世に渡った。
1306年10月16日、リクサはヴァーツラフ3世の後継者を名乗ってボヘミア王位獲得を狙うオーストリア公ルドルフ3世と再婚した。ルドルフは首尾よくボヘミア王に即位し（ルドルフ1世）、リクサは王妃の座に復帰した。しかしこの復権も短いもので、1307年7月4日、ルドルフは反対派貴族をホラジュジョヴィツェ城砦に追い込んで包囲中、赤痢にかかって急死した。ルドルフの遺言により、義父のローマ王アルブレヒト1世が莫大な金銭を含むリクサの寡婦領を獲得した。
またも未亡人となったリクサは否応なしにボヘミア王位をめぐるその後の係争に巻き込まれた。アルブレヒト1世はヴァーツラフ2世の最初の妻ユッタの兄、ルドルフ1世の父という立場からボヘミア王位を獲得しようと試みたが1308年に暗殺され、最終的にはヴァーツラフ2世の三女エリシュカと結婚したヤン・ルケンブルスキーがボヘミアの新王朝を築くことになった。
2番目の夫を亡くして間もなく、リクサはプラハを離れてフラデツに移った。この都市はリクサに与えられた寡婦領の一つで、その中心地でもあった。リクサは3度目の結婚に踏み切ることはなかったが、愛人となった実力者インジフ・ズ・リペーと一緒に暮らしていた。リペーはモラヴィアの軍司令官で、国王ヤンの不在時には総督としてボヘミア王国を統治していた。2人は1318年にブルノに引っ越し、1329年にリペーが死去するまでの11年間、幸福な生活を送った。この穏やかな晩年、リクサは文化や宗教に関心を寄せるようになり、聖母マリア被昇天教会やシトー会の女子修道院を建造したり、挿絵つき讃美歌集の制作に出資したりしている。 1335年にブルノで死去し、自分が通っていた教会の床に、愛人リペーの遺体と隣り合う形で埋葬された。

## 子女
最初の夫ヴァーツラフ2世との間に1女を儲けた。
- アネシュカ（1305年 - 1337年） - ヤヴォル公ヘンリク1世（英語版）と結婚